# Melilotus segetalis
Melilotus segetalis là một loài thực vật có hoa trong họ Đậu. Loài này được (Brot.) Ser. miêu tả khoa học đầu tiên.